# Abdij van Rottenmünster
De Abdij van Rottenmünster bij Rottweil was een tot de Zwabische Kreits behorende abdij binnen het Heilige Roomse Rijk.
Even na 1220 stichtten vrouwen van de vrouwenkluis te Hochmauren een klooster te Rottenmünster. Met behulp van de abt van Salem sloten zij zich aan bij de Cisterciënzer Orde. 
Het klooster werd in 1225 onder de bescherming van de paus gesteld en in 1237 onder de bescherming van de keizer. De rijksstad Rottweil moest deze bescherming in de praktijk brengen.
In 1619/24 kwam er een eind aan de voogij door de rijksstad Rottweil en werd het klooster rijksvrij. Omstreeks 1645 werd de abdis toegelaten tot het College van Zwabische Rijksprelaten in de Rijksdag, waar ze meestal door de abt van Salem werd vertegenwoordigd.
Een hevige strijd met de rijksstad Rottweil woedde over jurisdicties en belastingrechten. Deze strijd eindigde in 1771 toen de rijksstad afstand deed van het halsgerecht.
Paragraaf 6 van de Reichsdeputationshauptschluss van 25 februari 1803 kende de abdij toe aan het keurvorstendom Württemberg.